# Callichilia monopodialis
Callichilia monopodialis és una planta de la família de les apocinàcies (Apocynaceae).

## Descripció
Callichilia monopodialis creix com un arbust de fins a 2 m d'alçada. Té flors blanques.

## Distribució i hàbitat
Callichilia monopodialis és endèmic al Camerun. El seu hàbitat és de terra baixa fins a boscos submontans, a altituds de 200-950 m.

## Conservació
Callichilia monopodialis s'ha avaluat com a Vulnerable a la Llista vermella de la UICN. L'espècie està àmpliament amenaçada per l'artigatge de l'agricultura i per l'expansió urbana a prop de Yaoundé.